# Jesús Israel Acevedo
Jesús Israel Acevedo es un escritor venezolano monaguense.
Nacido en Aragua de Maturín (1947). Creador de la revista literaria Caracola (1980) y autor de varios textos, entre ellos: Conflicto educativo en Venezuela, la libertad de enseñanza. 1940 (1991), Toponimia indígena del municipio Vargas (2005), La ciénaga (2014),  Valoy (2014), El puñal de Ichasagua (2016), Diccionario chaima-español (2017), Los chaimas (2017), Gustavo Adolfo Ruiz. Maestro ejemplar" (2017), Aragua de Maturín. Pueblo mártir (2017), Crónicas aragüeñas I (2021). Reside en España.
- Datos: Q5476481